# 台湾民主国

台湾民主国
台灣民主國 (中国語)

台湾民主国の位置

台湾民主国（たいわんみんしゅこく）とは、日清戦争直後に大日本帝国による領有に反対する軍官民によって台湾に建てられた一時的政権の名称である。

## 概要
台湾民主国はフランスの支援を過大に期待して独立宣言したものであったが、ロシア・ドイツ・フランス・イギリスのいずれもが三国干渉での日本の譲歩に既に満足しており、諸外国からの承認を得られなかった。
そのまま台湾民主国軍は台湾に上陸してきた北白川宮能久親王が率いる日本の近衛師団を迎撃するも、台湾民主国首脳陣の逃亡が相次いだ。北洋大臣李鴻章も戦争の再発を恐れて早々に日本側の要求を受け入れ、6月2日に樺山資紀台湾総督との間に台湾授受手続きを終了させたため、台湾自立による割譲阻止策は失敗し、台湾民主国は約5カ月で崩壊した。ただしその崩壊時期については諸説ある（後述）。
11月18日の台湾総督府による全島平定宣言に至るまでの戦闘を、清国側は乙未戦争と呼ぶが、日本側は日清戦争後の掃討戦（日清戦争の一部）とみなして、台湾平定、台湾鎮定あるいは台湾征討と呼称する。

## 略史
日清戦争に敗北した清国は、下関条約により台湾および澎湖諸島を日本に割譲した。これは台湾在住者に全く知らされずに締結され、下関条約によって台湾在住者は日本人となることが決定した。
しかし日本が台湾領有後さらに南清に侵攻することを恐れた清国湖広（ここう）総督張之洞らの策動もあり、その中で清国人であった当時の官僚と唐景崧や丘逢甲ら客家や福建人等からなる漢人系を主体とする一部住民が協力し1895年5月23日に台湾民主国独立宣言を発表、24日には各国語に翻訳し駐台湾の各国領事館に通知している。そして25日独立式典を実施し台湾民主国の成立を宣言した。
独立式典では、唐景崧を総統（日本語では大統領）に選出するとともに、青地に黄虎の黄虎旗を国旗と定め、永清と改元。丘逢甲は副総統となる。かつて黒旗軍を率いベトナムでフランス軍を破ったことで知られる将軍で台湾に移住していた客家出身の劉永福が大将軍となった。行政立法の機関を定め、紙幣、郵券を発行し、布告を島民に発し、国家体系を整えた。当時台湾第一の富豪であった林維源を国会議長に推戴するが、林はこれを拒否、100万両を新政府に献金したのち27日には廈門に逃亡した。
5月29日、日本軍が澳底（現在の新北市貢寮区）に上陸すると、傭兵を主体としていた民主国軍は総崩れとなり、6月3日には基隆を占拠されてしまう。これにより新政府は空中分解、翌4日には唐景崧は老婆に変装し、公金を持ってドイツ商船のアーター (Arthur) 号に乗船して廈門に逃亡してしまう。
唐景崧が逃亡したことで、台湾人は6月下旬に台南で大将軍劉永福を第二代台湾民主国総統に選任した。後世の史家はこれを台南共和 (Tainan Republic) や第二共和 (Second Republic) と称する事もある。
劉永福が総統に就任して3カ月間、民主国と日本軍の間で戦闘が繰り返されたが、日清戦争を勝ち抜いた日本軍と、傭兵主体で数にも劣る台湾民主国軍では実力が違っていた。劉永福は台湾島南部で抵抗を続けたが10月下旬には中国に逃亡し、日本軍は台南、安平を陥落させた。ここに台湾は日本によって平定され、この台湾民主国・台湾人と日本軍との戦いは台湾平定と呼ばれる。
ただし台湾民主国の滅亡日は、唐景崧の逃亡日（5月27日）とする説、劉永福の逃亡日とする説、台湾民主国の旗印による最後の戦闘（1896年2月）とする説など諸説ある。

## 編成
台湾民主国は二つの参加者に区分することができる。一つは唐景崧以下の台湾省時代からの官吏で非台湾籍の者であり、もう一つは台湾出身で帰省中の非現役者からなる士紳である。後者は台湾人の「公議」を代表する役割を担った。
唐は台湾総統に就任すると、清国時代からの文武官に去就を明らかにさせたところ、文官では布政使・知県・知州・知府ことごとく本土帰還を表明した。武官では幇弁台湾防務に就いていた福建水師総督の楊岐珍と台湾鎮総兵萬国本らが部隊を引き連れ帰国した。このため下級官吏たちが大きく出世することとなった。
5月25日に発布された諭告によれば、「ただちにまず議院を設立し、議員を公挙して、律令章程を詳らかに定め」とされ、式典当日に公挙が行われた。議長には林維源が選ばれたが、林は辞退した。民主国内部の文献は存在しないが、状況証拠から丘逢甲が副総統とされる。

## 台湾民主国年表
- 5月23日:「台湾民主国自主宣言」発表
- 5月25日:台湾民主国総統に唐景崧就任、台湾民主国が正式に成立。永清と改元
- 5月29日:近衛師団が澳底より上陸
- 5月30日:唐景崧が令民主国部隊に対し瑞芳龍潭堵及び基隆獅球嶺砲台の防衛を命令
- 6月1日:清国代表李経芳と日本代表樺木により台湾割譲成立。民主国議長林維源廈門へ逃亡
- 6月3日:獅球嶺砲台と基隆が陥落、民主国軍崩壊
- 6月4日:唐景崧、丘逢甲が公金を横領し中国に逃亡。第一共和崩壊
- 6月6日:民主国軍により台北略奪。辜顕栄などの商人が日本統治を承認
- 6月11日:日本軍台北を占拠
- 6月17日:日本による施政開始
- 6月22日:日本軍新竹を占拠
- 6月26日:劉永福が台湾民主国総統に就任
- 7月9日:台湾民主国義勇軍新竹にて敗北。姜紹祖自殺
- 8月14日:日本軍苗栗を占拠
- 8月28日:彰化八卦山の闘い。呉湯興および呉彭年死亡
- 8月29日:台湾知府黎景嵩逃亡
- 8月29日:日本軍彰化を占拠
- 9月:廈門にて「台湾民主国股份票」発行
- 9月1日:日本軍雲林を占拠。羅汝沢中国へ逃亡
- 10月7日:日本軍斗六を占拠。簡義雲嘉山に逃れ鉄国山を名乗る
- 10月10日:日本軍第四旅団嘉義布袋港より上陸
- 10月11日:日本軍第二師団枋寮より上陸
- 10月12日:民主国駐東港管帶呉光忠逃亡
- 10月15日:日本軍嘉義を占拠
- 10月16日:日本軍鳳山を占拠
- 10月18日:日本軍台南市を包囲
- 10月19日:台湾民主国総統劉永福中国へ逃亡[2]
- 10月20日:民主国首脳が逃亡したため台南市内混乱。台南商人が日本軍による治安維持を要請
- 10月21日:日本軍台南入城、「台湾民主国」崩壊
- 11月18日:台湾総督府による全島平定宣言が出される

## 台湾民主国総統
1. 唐景崧（1895年5月25日 - 1895年6月5日）
2. 劉永福（1895年6月5日 - 1895年10月21日）

## 台湾民主国主要官員
- 軍務大臣:李秉瑞
- 内務大臣:兪明震
- 外務大臣:陳季同
- 大将軍:劉永福
- 団練史:丘逢甲
- 義勇軍大統領:呉湯興
- 遊説史:姚文棟
- 議院議長:林維源
- 議院議員:陳雲林、洪文光、白其祥
- 台北知府:兪鴻、黎景嵩
- 淡水知県:凌汝曽
- 新竹知県:王国瑞
- 埔里社庁通判:温培華
- 台湾知県:史湾道
- 代理安平知県兼護府道印:忠満
- 雲林知県:羅汝沢
- 鳳山知県:盧自鑠
- 基隆庁同知:方祖蔭
- 南雅庁通判:宋維釗
- 苗栗知県:李烇
- 彰化知県:羅樹勲
- 嘉義知県:孫育満
- 台東州知州:胡伝
- 恒春知県:欧陽煊

## 台湾民主国に対する評価
この短命政権に対し、歴史学者の間でも評価が分かれている。
まずは欧米で散見される「共和国」の人工性を強調する視点であり、これらは清国の官僚に主導され、国際的な支持を得ることで台湾に日本の権益浸透を阻止することに主眼を置き、清国に忠誠を尽くし、一般の台湾人の支持は得られていなかったとするものである。李筱峰の主張によれば台湾民主国は台湾独立運動の嚆矢とは言えず、清国の官吏が日清戦争敗北後に台湾を講和条件に提起したことに対する住民の反発を恐れたため、台湾における反日運動を計画、住民に対し日本軍の占領と、清国は台湾を放棄した訳でない事を印象付けるための行動と分析される。
次に中国の民族主義者に多く見られる傾向であるが、台湾民主国を中国人による抗日運動の一環と位置づけ、台湾の主権問題を中国に帰属させる視点である。黄秀政や頼建国らは台湾民主国を台湾独立を画策したものでなく、清国に帰属させるための過渡期であったと評価している。
この対極に位置する台湾独立派の歴史家の視点を紹介すると、その代表人物とされる史明は台湾民主国は独立自主を標榜したが、その代表の思想は台湾の大衆とは一致するものではなかった。全ての政治目標は清国の統治下の中国の枠組みを超えることはなかったと評価し、王育徳も台湾民主国の独立宣言に「恭奉正朔，遙作屏藩（清の暦を用い、藩屏すなわち衛星国となる）」という一文が含まれていることから、その独立の精神に懐疑的な意見を発表しており、統一派と類似した見解を述べている。